# Tanysiptera hydrocharis
Tanysiptera hydrocharis là một loài chim trong họ Alcedinidae.